# دائرة بلدية
يشير مصطلح الدوائر البلدية إلى الكيان الإداري الذي يتألف بشكل واضح من منطقة محددة وسكانها ويُستخدم عادةً للإشارة إلى المدينة أو البلدة أو القرية, أو تجمع صغير من الثلاثة.
- في تونس، تنقسم البلديات إلى دوائر بلدية تهتم بشؤون المنطقة السكنية الموافقة لها، فعلى سبيل المثال، تضم بلدية تونس 15 دائرة بلدية إلى جانب المصلحة المركزية للحالة المدنية.
- في كندا، تُعتبر الدوائر البلدية تقسيمات فرعية إحصائية لإدارة المناطق الريفية بما في ذلك الأراضي الزراعية والأماكن غير المدمجة مثل النجوع. تُدار الدوائر البلدية من قِبل مجالس منتخبة، وفي حالة البلديات الخاصة، يتم تعيين أعضاء المجالس من قِبل نائب حاكم المقاطعة.
- في جمهورية الدومينيكان، عندما تتألف بلدية من أكثر من مركز حضري ترتقي تلك المراكز ومقعد البلديات إلى صفة الدائرة البلدية. ويتم ترشيح المجالس البلدية لهذه الدوائر من قِبل المجلس البلدي للبلدية التي تتبعها تلك الدوائر (قانون رقم 3455 الباب الأول الفصل الرابع).[1]
- في روسيا, تُعتبر الدوائر البلدية شكلاً من أشكال الحكم الذاتي المحلي، وأحد أنواع التشكيلات البلدية. وتتشكل عادةً (ولكن ليس دائمًا) داخل حدود الدوائر الإدارية القائمة.